# Richteryt
Richteryt – minerał z gromady krzemianów zaliczany do grupy amfiboli. Należy do minerałów rzadkich. 
Nazwany na cześć niemieckiego mineraloga Teodora Richtera (1824-1898). Odkryty został w 1865 roku.

## Charakterystyka

### Właściwości
Zazwyczaj tworzy wydłużone kryształy o pokroju słupkowym, pręcikowym, igiełkowym. Występuje w skupieniach ziarnistych, włóknistych promienistych. Jest kruchy, przezroczysty.

### Występowanie
Składnik skał metamorficznych – skarnów i marmurów i termicznie przekrystalizowanych wapieni oraz żył hydrotermalnych przecinających alkaliczne skały magmowe. Jego odmiany zasobne w mangan pojawiają się w metamorficznych złożach rud manganu. 
Richteryt występuje głównie w:
- Szwecji (Värmland),
- we Włoszech – San Marcelo w dolinie Aosty,
- Stanach Zjednoczonych (Arizona, Kalifornia, Kolorado, Hawaje, Kansas, Montana, New Jersey, Teksas, Wyoming),
- Hiszpanii, RPA, Rosji, Nowej Zelandii, Namibii, Birmie, Japonii, Niemczech, Kanadzie, Bułgarii, Brazylii, Austrii, Australii, Afganistanie, na Madagaskarze, Grenlandii i Słowacji.

W Polsce występuje na Dolnym Śląsku w okolicach miejscowości Rogówek.

### Zastosowanie
- interesuje naukowców,
- interesujący dla kolekcjonerów.